# Territoires occupés par la Russie en Géorgie

Les divisions administratives géorgiennes sont délimitées en noir. Les territoires occupés par la Russie (Abkhazie et Ossétie du Sud) sont représentés en rose.

Les territoires occupés par la Russie en Géorgie (géorgien : რუსეთის მიერ ოკუპირებული ტერიტორიები საქართველოში) sont des zones de Géorgie qui ont été occupées par la Russie après la guerre russo-géorgienne de 2008. Ils se composent des régions de la république autonome d'Abkhazie et de l'ancienne région autonome d'Ossétie du Sud de la Géorgie soviétique (actuellement divisée entre plusieurs divisions administratives non autonomes de la Géorgie indépendante), dont le statut fait l'objet d'un différend international.
Après la guerre de 2008 et l'occupation militaire russe de l'Abkhazie et de l'Ossétie du Sud, le gouvernement russe, avec quatre autres États membres de l'ONU, considère les territoires comme des États indépendants souverains : la République d'Abkhazie et la République d'Ossétie du Sud. Avant l'occupation russe, les républiques non reconnues d'Abkhazie et d'Ossétie du Sud ne contrôlaient pas complètement leurs territoires qu’elles revendiquaient respectivement. Des bases militaires russes ont été établies en Abkhazie et en Ossétie du Sud. La Russie n'autorise pas la mission d'observation de l'Union européenne à entrer en Abkhazie ou en Ossétie du Sud. La Russie a signé des accords avec les administrations civiles de facto des deux territoires pour les intégrer militairement et économiquement à la Russie. Les troupes russes ont entamé le processus de démarcation (également connu sous le nom de « frontiérisation ») le long, et au-delà selon les Géorgiens, de la frontière entre le reste de la Géorgie et la République autoproclamée d'Ossétie du Sud.
L'Abkhazie et l'Ossétie du Sud sont largement reconnues comme faisant partie intégrante de la Géorgie et représentent ensemble 20 % du territoire internationalement reconnu de la Géorgie. La « loi géorgienne sur les territoires occupés de Géorgie », adoptée en 2008, criminalise et poursuit toute entrée en Abkhazie et en Ossétie du Sud par le territoire de la Russie sans autorisation spéciale et n'autorise dans les deux territoires que l'activité économique qui se conforme à cette loi. La Géorgie et la plupart des autres membres de la communauté internationale, dont les États-Unis, la France, la Chine, le Royaume-Uni, le Canada, l'Allemagne, la Turquie, le Japon, Israël, l'Australie, l'Italie, le Brésil, l'Ukraine, l'Union européenne, l'OSCE et le Conseil de l'Europe ainsi que les Nations unies ont reconnu l'Abkhazie et l'Ossétie du Sud comme des territoires occupés et ont condamné la présence et les actions militaires russes dans ces territoires.

## Histoire
Après la guerre russo-géorgienne, le 26 août 2008, le président russe Dmitri Medvedev a signé des décrets reconnaissant l'indépendance de l'Abkhazie et de l'Ossétie du Sud en tant qu'États souverains. Le Parlement géorgien a adopté à l'unanimité une résolution le 28 août 2008 déclarant formellement l'Abkhazie et l'Ossétie du Sud territoires occupés par la Russie et appelant les troupes des forces d'occupation russes. La Russie a établi des relations diplomatiques avec l'Abkhazie et l'Ossétie du Sud. Des troupes russes sont stationnées à la fois en Abkhazie et en Ossétie du Sud. Le ministre russe des Affaires étrangères Sergueï Lavrov a déclaré qu'une présence militaire en Abkhazie et en Ossétie du Sud était nécessaire pour empêcher la Géorgie de reprendre le contrôle.
Les Russes se sont progressivement retirés de la Géorgie proprement dite après la guerre, mais ils sont restés à Perevi. Le 12 décembre 2008, les forces russes se sont retirées de Perevi. Huit heures plus tard, un contingent russe de 500 hommes a réoccupé le village et la police géorgienne s'est retirée après que les Russes ont menacé de tirer. Toutes les troupes russes à Perevi se sont retirées en Ossétie du Sud le 18 octobre 2010 et une unité de l'armée géorgienne s'y est installée.
En 2009, le président géorgien Mikheil Saakachvili a mentionné dans plusieurs discours le fait que la Russie restait à 40 kilomètres de la capitale géorgienne, Tbilissi, pointant ses armes sur elle.
Dans la province de Racha, le pont sur la route menant au col Mamison à la frontière avec la Russie est dynamité en juin 2009 et les gardes-frontières géorgiens semblent se replier à plusieurs kilomètres à l’intérieur du territoire géorgien. Mamuka Areshidze, un expert des affaires du Caucase, a déclaré que le retrait « aurait pu découler de la volonté des autorités géorgiennes d'empêcher les affrontements avec les Russes »[réf. souhaitée].
En avril 2010, la commission des relations extérieures du Parlement géorgien a lancé un appel aux organes législatifs de 31 pays, leur demandant de déclarer les deux régions de Géorgie, l'Abkhazie et l'Ossétie du Sud, territoires sous occupation russe et de reconnaître que le déplacement massif de civils de ces régions par la Russie s’apparentait à un nettoyage ethnique.
En mars 2011, les Russes ont exigé que le village d'Aibga, situé sur la rivière Psoou dans la partie nord-ouest de l'Abkhazie, soit transféré à la Russie. Durant l'existence de l'Union soviétique, le village était divisé en deux ; la partie sud appartenait à la Géorgie et la partie nord à la Russie. On prétend que la Russie a en outre exigé 160 km2 de terres près du lac Ritsa dans la municipalité de Gagra. Après que la partie abkhaze eut prouvé que la partie sud d'Aibga avait appartenu à la RSS de Géorgie, la revendication sur le village a été abandonnée par la Russie.
Le 11 juin 2014, le Premier ministre géorgien Irakli Garibachvili a suscité la controverse en déclarant sur BBC News que la Russie n'était « pas intéressée par l’annexion » de l'Abkhazie et de l'Ossétie du Sud. Le mouvement national uni d'opposition a critiqué cette déclaration, accusant Garibachvili de ne pas défendre les intérêts de l'État sur la scène internationale.
La Russie a signé des accords « d'alliance et d'intégration » avec l'Abkhazie en novembre 2014 et avec l'Ossétie du Sud en mars 2015. Les deux traités ont officiellement placé les armées respectives des républiques séparatistes sous commandement russe, tandis que l'accord avec l'Ossétie du Sud comprenait également des dispositions intégrant son économie à celle de Russie. La frontière entre la Russie et l'Ossétie du Sud a également été effectivement dissoute, les douanes étant intégrées. Un assistant du président russe Vladimir Poutine a déclaré au début de 2015 que la frontière avec l'Abkhazie devrait également être supprimée. Les responsables géorgiens ont vigoureusement condamné l'aggravation de la dépendance économique et militaire des territoires occupés vis-à-vis de la Russie, la qualifiant d'« annexion rampante ». Les responsables géorgiens ont dénoncé les traités d'intégration signés entre le président russe Vladimir Poutine et ses homologues abkhazes et sud-ossètes en 2014 et 2015 comme des tentatives d'annexion des régions sécessionnistes à la fédération de Russie.

## Droit géorgien
Fin octobre 2008, le président Mikheil Saakachvili a promulgué une loi sur les territoires occupés adoptée par le Parlement géorgien. La loi couvre les régions sécessionnistes d'Abkhazie et le territoire de l'ancien oblast autonome d'Ossétie du Sud.
En février 2013, il est rendu public que le gouvernement géorgien envisageait d'apporter des modifications à la loi qui décriminaliseraient l'entrée en Abkhazie et en Ossétie du Sud à partir de territoires autres que ceux contrôlés par la Géorgie et en feraient une infraction administrative passible d'une sanction pécuniaire au lieu d'une peine de prison. Le 16 mai, lesdits amendements sont apportés à la loi sur les territoires occupés de Géorgie. Enfreindre cette loi pour la première fois entraînera des sanctions administratives et non des poursuites pénales et des peines d'emprisonnement comme c'était le cas auparavant. Selon les amendements, si une personne franchit la frontière illégalement pour la première fois, elle est condamnée à une amende de 400 laris, alors que la violation répétée reste une infraction pénale passible d'un an d'emprisonnement ou d'une amende minimale de 800 laris.
En juillet 2013, des informations ont révélé que l'acteur français Gérard Depardieu ferait l'objet d'une enquête par les autorités géorgiennes pour violation de la loi. Le représentant du gouvernement géorgien a déclaré que « Depardieu s'est rendu dans la capitale de l'Abkhazie, Soukhoumi, et a rencontré les dirigeants séparatistes de la région le 1er juillet sans consultations préalables avec Tbilissi ».
En février 2014, le ministère des Affaires étrangères de Géorgie a averti les visiteurs des Jeux olympiques d'hiver de Sotchi que l'entrée en Abkhazie depuis le territoire de la fédération de Russie violerait une loi internationale et que tout individu traversant les frontières, sans avoir été contrôlé par la police aux frontières géorgienne, ferait l'objet de poursuites par la justice géorgienne. Cette déclaration était une réponse à la déclaration antérieure des autorités de facto de Soukhoumi selon lesquelles elles simplifiaient les règles en matière de visas pour les touristes souhaitant entrer en Abkhazie pendant les Jeux olympiques d'hiver via le point de passage frontalier de Psoou.
Le 15 avril 2014, après l'annexion de la Crimée par la fédération de Russie, la Rada ukrainienne a adopté la loi « Sur la garantie de la protection des droits et libertés des citoyens et du régime juridique sur le territoire temporairement occupé de l'Ukraine ». La loi ukrainienne est basée sur la loi géorgienne sur les territoires occupés.

### Aperçu
Selon la loi géorgienne intitulée Loi sur les territoires occupés de Géorgie, le terme « les territoires occupés et les eaux territoriales » ou « les territoires occupés » couvre les territoires de la République autonome d'Abkhazie, région de Tskhinvali (territoire de l'ancienne région autonome d'Ossétie du Sud) et les eaux de la mer Noire situées sur le territoire aquatique de la mer Noire, le long de la frontière internationale entre la Géorgie et la fédération de Russie, au sud du fleuve Psou, jusqu'à la frontière administrative sise à l'estuaire du fleuve Ingouri. Le terme couvre également l'espace aérien au-dessus des territoires susmentionnés.
La loi restreint la libre circulation et l'activité économique dans les territoires. En particulier, selon la loi, les citoyens étrangers ne doivent entrer dans les deux régions sécessionnistes qu'à partir de la Géorgie. L'entrée en Abkhazie doit se faire depuis la municipalité de Zougdidi et en Ossétie du Sud depuis la municipalité de Gori.
La législation énumère également des cas particuliers dans lesquels l'entrée dans les régions sécessionnistes ne sera pas considérée comme illégale. Elle précise qu'un permis spécial d'entrée dans les régions sécessionnistes peut être délivré si le voyage là-bas « ... sert les intérêts de l'État géorgien ; la résolution pacifique du conflit ; la désoccupation ou à des fins humanitaires ». Les citoyens de pays étrangers et les apatrides qui sont entrés en Géorgie du côté russe via l'Abkhazie et l'Ossétie du Sud, qui demandent l'asile dans le pays ne sont pas passibles de sanctions.
Toute activité économique (entrepreneuriale ou non entrepreneuriale) est interdite, qu'elle soit ou non mise en œuvre pour recevoir des bénéfices, des revenus ou une compensation, si en vertu des lois de la Géorgie « sur les licences et permis », « sur les entrepreneurs », « sur l'apiculture », « sur les musées », « sur l'eau », « sur le registre civil », « sur les communications électroniques », le Code maritime de Géorgie ou le Code civil de Géorgie, une telle activité nécessite une licence, un permis, une autorisation ou un enregistrement ou si, en vertu de la législation géorgienne, une telle activité nécessite un accord mais que celui-ci n'a pas été accordé. Toute transaction liée à un bien immobilier et conclue en violation de la loi géorgienne est réputée nulle dès sa conclusion et n'entraîne aucune conséquence juridique. La disposition de la loi relative aux activités économiques est rétroactive et remonte à 1990.
La loi interdit le trafic aérien international et le trafic maritime (à l'exception des cas définis dans la Convention des Nations unies sur le droit de la mer de 1982), le trafic ferroviaire et le transport automobile international de marchandises. La loi interdit également l'utilisation des ressources nationales et l'organisation de transferts monétaires.
La loi dispose que la fédération de Russie — l'État responsable de l'occupation militaire — est entièrement responsable de la violation des droits de l'homme en Abkhazie et en Ossétie du Sud. La fédération de Russie, selon le document, est également responsable de l'indemnisation des dommages matériels et moraux infligés aux citoyens géorgiens, aux apatrides et aux citoyens étrangers, qui se trouvent en Géorgie et pénètrent dans les territoires occupés avec les permis appropriés.
La loi précise également que les agences et fonctionnaires de facto de l'État opérant dans les territoires occupés sont considérés par la Géorgie comme illégaux. La loi restera en vigueur jusqu'au « rétablissement complet de la juridiction de la Géorgie ».

### Critiques
En 2009, la Commission pour le respect des obligations et engagements de l'Assemblée parlementaire du Conseil de l'Europe a demandé à la Commission européenne pour la démocratie par le droit (dite « Commission de Venise ») un avis sur la loi sur les territoires occupés de Géorgie. Le rapport de mars 2009 de la Commission a critiqué la loi géorgienne. En particulier, la loi était en contradiction avec les résolutions du Conseil de sécurité de l'ONU qui s'imposaient à la fois à la fédération de Russie et à la Géorgie. Le rapport indique que la loi soulève des inquiétudes « en ce qui concerne l'accès humanitaire aux zones touchées par le conflit ». Les termes utilisés dans l’article 2 contredisaient la Convention des Nations unies sur le droit de la mer de 1982 (UNCLOS). La limitation de la libre migration « peut être en contradiction avec les engagements internationaux géorgiens ». La Commission a également souligné l'obligation de la Géorgie de respecter la Convention de 1951 sur les réfugiés. La commission a également critiqué le manque de clarté de la loi, affirmant que « le texte de la loi n'est pas clair ». Dans ses aspects relatifs à la propriété privée (article 5), il aurait pu violer l'article 1 du premier protocole de la Convention européenne des droits de l'homme (CEDH) et le principe de proportionnalité et en outre violer d'autres aspects de la Convention de La Haye (sur les lois et coutumes de la guerre sur terre). Une restriction et une criminalisation des activités économiques (article 6) étaient contraires à la règle du droit international coutumier, ainsi qu'à la IVe Convention de Genève. La Commission a également recommandé « d'insérer une disposition de clarification » dans la loi concernant les documents de base délivrés par les autorités illégales concernant le statut personnel.
En 2012, la Commission européenne a estimé que « l'application continue de la loi sur les territoires occupés » par la Géorgie était une préoccupation pour l'efficacité de la « stratégie d'engagement » avec les territoires séparatistes, et en 2013, elle a noté qu'il n'y avait eu aucun changement dans les « aspects restrictifs de la loi » mais qu'elle espérait une « application plus souple de la loi » de la part du nouveau gouvernement géorgien.

### Réactions internationales
- — Le ministère azerbaïdjanais des affaires étrangères a publié une déclaration dans laquelle il a appelé les citoyens azerbaïdjanais à s'abstenir de se rendre en Abkhazie et en Ossétie du Sud sans l'autorisation des autorités géorgiennes et a averti que ces voyages étaient considérés comme illégaux et que les voyageurs seraient punis en conséquence. Le ministère a également qualifié ces territoires de « territoires qui échappent au contrôle de son gouvernement ».
- — La Biélorussie a conseillé à ses citoyens de respecter les lois géorgiennes lorsqu'ils se rendent en Abkhazie et en Ossétie du Sud. Le ministère des Affaires étrangères du Bélarus a déclaré que les Biélorusses ne devraient utiliser que les points d'entrée du côté géorgien. En réponse, le vice-ministre russe des Affaires étrangères Grigory Karasin a déclaré que la recommandation du gouvernement biélorusse était « étrange ».
- — Le ministère tchèque des Affaires étrangères a émis un avertissement à l'intention de ses citoyens.
- — Dans le cadre de l'adoption de la loi géorgienne sur les territoires occupés, le ministère ukrainien des Affaires étrangères a conseillé à ses citoyens de respecter les dispositions du droit international et de refuser de traverser la frontière du côté russe.
- — Le ministère roumain des Affaires étrangères a publié des directives spéciales pour ses citoyens participant aux Jeux olympiques de Sotchi. Selon les directives, voyager en Abkhazie et en Ossétie du Sud depuis la Russie sans avertir la partie géorgienne est interdit et punissable.
- — Le ministère français des Affaires étrangères a publié des directives aux voyageurs pour les Jeux olympiques de Sotchi 2014. Le guide officiel du spectateur comprenait une note spéciale recommandant aux citoyens français de s'abstenir de visiter les régions géorgiennes d'Abkhazie et d'Ossétie du Sud. Le guide a déclaré qu'il s'agissait d'un crime punissable.
- — Le ministère des Affaires étrangères du Royaume-Uni a déconseillé tout voyage en Abkhazie et en Ossétie du Sud, déclarant que « le gouvernement britannique ne reconnaît pas les déclarations unilatérales d'indépendance faites par les autorités de facto en Abkhazie et en Ossétie du Sud ».
- — Le ministère estonien des Affaires étrangères a averti ses citoyens que voyager en Abkhazie et en Ossétie du Sud est illégal et punissable sans l'autorisation du gouvernement géorgien.

## Position russe
La Russie affirme que « l'Abkhazie et l'Ossétie du Sud ne sont pas des territoires occupés, mais des États indépendants ». La fédération de Russie soutient également qu'elle « ... n'exerce pas actuellement, et n'exercera pas à l'avenir, un contrôle effectif sur l’Ossétie ou l’Abkhazie ; » et que « ce n'était pas une puissance occupante ». Elle souligne également que « bien qu'elle ait pénétré sur le territoire de la Géorgie au cours du conflit, la Russie n'était pas une puissance occupante au sens du DIH ». Selon la Russie, « le nombre de troupes russes stationnées en Ossétie du Sud et en Abkhazie [...] ne permet pas en pratique à la Russie d'établir un contrôle effectif sur ces territoires d'une superficie totale de 12 500 km2 ».
Le 14 mars 2012, le ministre russe des Affaires étrangères, Sergueï Lavrov, a déclaré que la Russie était prête à lever l'obligation de visa pour les citoyens géorgiens, dans le cas où Tbilissi abrogerait sa loi sur les territoires occupés. « Lorsqu'il [le président Saakachvili] a annoncé que tous les citoyens russes pouvaient se rendre en Géorgie sans visa, il a oublié de mentionner qu'une loi « sur les territoires occupés » est en vigueur en Géorgie selon laquelle toute personne ayant visité l'Ossétie du Sud ou l'Abkhazie depuis [la guerre d'août 2008], qui a été lancée par Saakachvili, fera face à une responsabilité pénale en Géorgie avec une peine de prison de deux à quatre ans », selon des propos de Lavrov s'adressant aux législateurs de la Douma d'État et rapportés par l'agence de presse RIA Novosti.
En juin 2013, le ministère russe des Affaires étrangères a demandé à la Géorgie d'abolir la loi sur les territoires occupés de Géorgie. Le vice-ministre russe des Affaires étrangères, Grigory Karasin, a affirmé que l'abolition de la loi « créerait un environnement favorable aux échanges culturels, surtout pour les voyages touristiques ».

## Situation sur le terrain

Bases militaires russes en Ossétie du Sud/région de Tskhinvali.

Bases militaires russes en Abkhazie

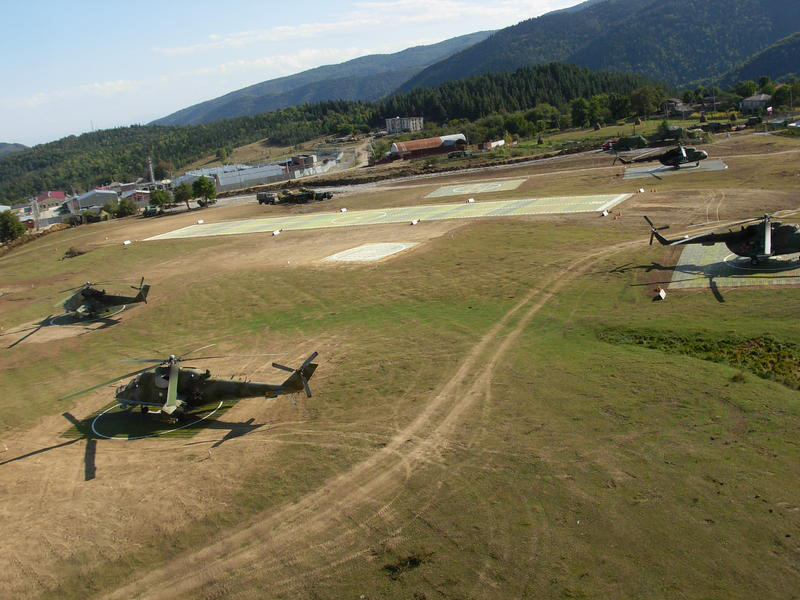
Base militaire russe près de la ville de Java à partir de 2008

Actuellement, 20 % du territoire internationalement reconnu de la Géorgie est sous occupation militaire russe. La Russie n'autorise pas les observateurs de l'EUMM à entrer en Ossétie du Sud et en Abkhazie en violation de l'accord de cessez-le-feu en six points.
Le Département d'État des États-Unis a publié en 2011 The Human Rights Report, dans lequel il est souligné que les autorités de facto d'Abkhazie et d'Ossétie du Sud sont soutenues par plusieurs milliers de troupes d'occupation russes depuis 2008. Les autorités de facto de l'Abkhazie ont restreint les droits des Géorgiens de souche à s’impliquer dans un processus politique et à exercer de leurs droits fondamentaux. Depuis 2008, les autorités de facto d'Ossétie du Sud ont refusé d'autoriser les Géorgiens de souche expulsés pendant et après la guerre de 2008 à revenir en Ossétie du Sud à moins qu'ils ne renoncent à leur citoyenneté géorgienne et n'acceptent un passeport russe. Aucune tierce partie internationale n'a été en mesure de surveiller l'étendue de la présence militaire russe. Les médias dans les territoires occupés étaient étroitement limités par les autorités de facto et les forces d'occupation russes.
Le rapport préparé par le Comité national sur la politique étrangère américaine et l'Institut pour l'étude des droits de l'homme fait craindre que la Russie « non seulement ne se retire pas, mais qu'elle étende le territoire sous son contrôle au-delà des zones de conflit d'avant-guerre » et que la Russie « établisse une présence de troupes dans 51 villages qu'elle ne contrôlait pas avant la guerre et a mené des patrouilles militaires sur des territoires qu'elle ne détenait pas auparavant ». Le rapport décrit également la présence militaire russe en Abkhazie et en Ossétie du Sud :

« La Russie a également déployé de nouveaux systèmes d'armes, tels que des hélicoptères d'attaque et des chars là où ils n'existaient pas avant la guerre. En octobre 2010, l'Abkhazie et l'Ossétie du Sud sont devenues l'hôte de roquettes offensives de type "Smertch", "Tochka-U" et de S-21, une fusée tactique qui peut transporter des agents nucléaires, à fragmentation ou chimiques jusqu'à 150 kilomètres. Des missiles sol-air S-300 étaient basés en Abkhazie. La Russie a signé des contrats de location de 49 ans avec des renouvellements automatiques de 5 ans à Goudaouta et Tskhinvali. La Russie a construit 5 bases militaires permanentes en Ossétie du Sud, occupées par environ 5 000 agents de sécurité. 5 000 autres sont basés en Abkhazie. Les deux déploiements comprennent des troupes de l'armée régulière, des gardes-frontières et du personnel du FSB. Le ministère russe de la Défense a réorganisé son commandement militaire dans le Caucase du Nord, le reliant aux forces russes en Géorgie. »

Dans l'un des villages géorgiens d'Ossétie du Sud, les forces russes ont détruit au bulldozer les maisons des Géorgiens et construit de nouvelles bases militaires à leur place pour la 58e armée russe.
Un rapport de l'International Crisis Group a révélé que, comme la Russie contrôle les « frontières », les routes et la mer de l'Abkhazie, elle n'a pas besoin d'une présence permanente lourde. La Russie peut déplacer à volonté du matériel militaire et des troupes vers et depuis l'Abkhazie. Cependant, il y a une forte présence de l'armée russe et des gardes-frontières du FSB le long même de la ligne de démarcation administrative  Abkhaze-Géorgie dans la municipalité de Gali.
Le rapport intitulé 2013 Human Rights Reports: Georgia mentionne qu'il y a eu des enlèvements le long des frontières administratives des deux régions occupées en 2013. Des responsables de facto des territoires occupés et des responsables russes ont continué à détenir des personnes pour avoir franchi « illégalement » la frontière administrative. La liberté d’expression des médias en Ossétie du Sud et en Abkhazie est toujours limitée par les autorités et les forces d'occupation russes. Les autorités de facto et les forces russes en Abkhazie et en Ossétie du Sud occupées ont restreint le passage par la population des frontières administratives pour des soins de santé ou d'autres services. La qualité de l'enseignement en Abkhazie occupée et en Ossétie du Sud serait médiocre.
Selon Elizabeth Cullen Dunn et Michael S. Bobick, cette situation est appelée « occupation sans occupation » et est une forme particulière de guerre. La forme de guerre de Vladimir Poutine est « le spectacle de la domination », qui crée des populations dociles dans les nouvelles frontières géographiques de la Russie en Europe. L'élément clé de la stratégie consiste à utiliser les régions séparatistes comme des avancées à partir desquels intimider les grands États qui les administraient autrefois. Une occupation rampante et la prise de contrôle subséquente de positions stratégiques dans les régions sécessionnistes visent à rétablir le contrôle sur « l'étranger proche » de la Russie. En occupant des provinces séparatistes et en établissant des bases militaires à partir desquelles menacer d'occupation le reste de l'Ukraine, de la Géorgie et de la Moldavie, la Russie peut influencer les actions des États souverains. La « guerre sans guerre » et « l'occupation sans occupation » sont plus flexibles et moins chères qu'une véritable occupation, car la cible potentielle peut être rapidement modifiée.

## Opérations à la frontière russe

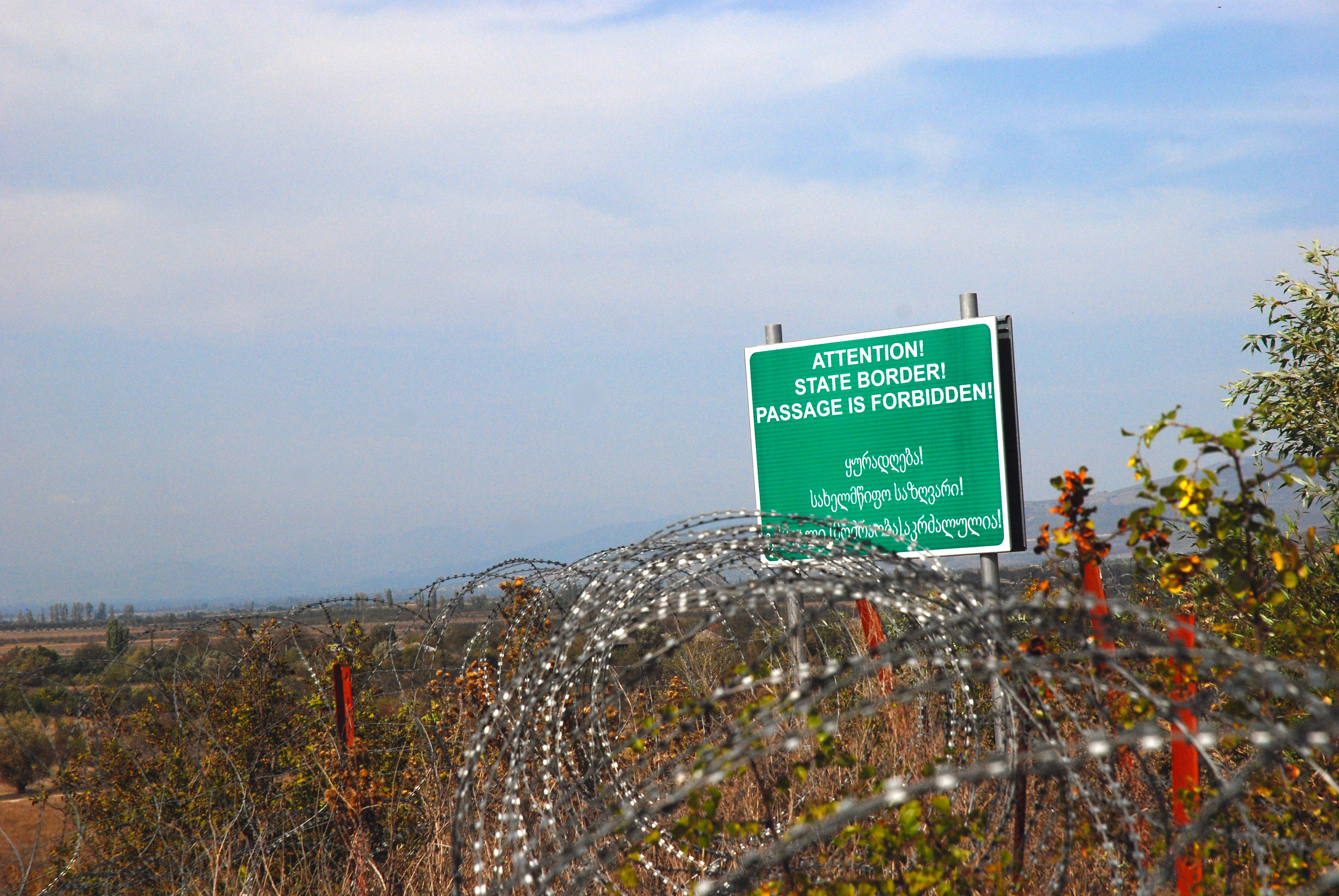
La ligne de démarcation administrative et la frontiérisation au village de Khurvaleti.

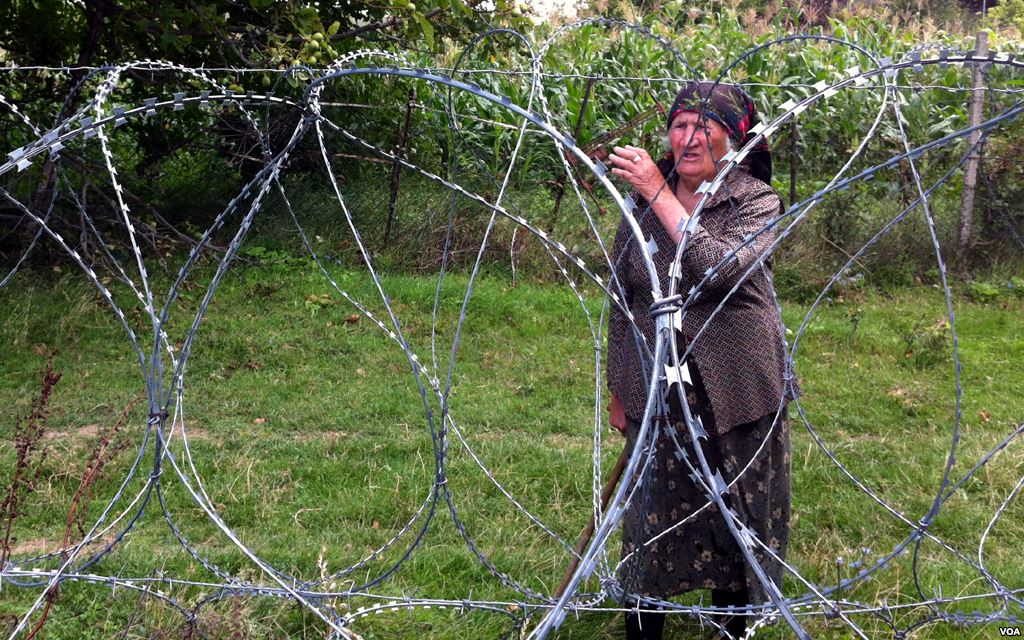
Un villageois géorgien est laissé derrière la clôture de barbelés installée par les troupes russes le long de la ligne de séparation administrative entre l'Ossétie du Sud et la Kartlie intérieure en septembre 2013.

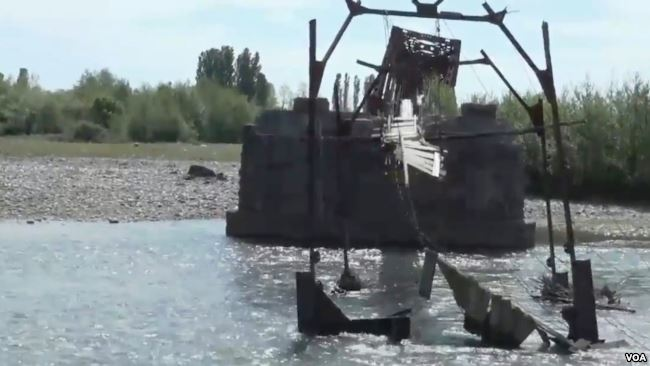
L'un des ponts reliant l'Abkhazie au reste de la Géorgie a été démantelé par les troupes frontalières abkhazes-russes en avril 2016.

Le 2 août 2009, les troupes russes auraient déplacé les bornes sud-ossètes d'environ 500 mètres dans le territoire contrôlé par la Géorgie dans le village de Kveshi. Cependant, le 4 août, les Russes ont enlevé les poteaux de fer qu'ils avaient installés plus tôt à Kveshi. La démarcation de la frontière sud-ossète à la Kartlie intérieure a commencé en 2011 avec la construction de quelques clôtures à Ditsi et Dvani, mais elle a été arrêtée après des négociations locales.
Le processus de démarcation des frontières s'est poursuivi en février 2013. Les troupes russes ont commencé l'installation de barrières de barbelés pour séparer le territoire sud-ossète du reste de la Géorgie. Dans certains cas, les résidents géorgiens n'ont pas pu accéder à leurs parcelles ou sortir de chez eux parce que la bordure de fil de fer barbelé traverse ou entoure leur propriété. Selon le ministère géorgien de l'Intérieur, il n'y avait pas trace de mise en place de telles barrières à la frontière administrative de l'autre région sécessionniste de Géorgie, l'Abkhazie, où la rivière Ingouri servait de « ligne de démarcation naturelle », mais les troupes russes bloquaient les voies pour empêcher les mouvements « illégaux » à travers la frontière administrative. La nouvelle frontière entre l'Ossétie du Sud et la Géorgie s'étendait entre 50 et 300 m au-delà de la ligne d'occupation. En août 2013, environ 27 km de barrières avaient été construites.
Le processus — ériger des frontières entre les territoires occupés par la Russie et la Géorgie proprement dite — a été appelé « frontiérisation ». Le processus de « frontiérisation » impliquait également une avancée progressive de la ligne d'occupation à l'intérieur de la Géorgie en saisissant de petits morceaux de terrain sous contrôle géorgien pour agrandir le territoire sous contrôle russe, le plaçant nominalement sous l'administration sud-ossète. La « frontiérisation » s'est intensifiée après que le président russe Vladimir Poutine a approuvé une proposition du gouvernement russe de signer un accord sur la frontière internationale entre la Russie et l'Ossétie du Sud. Le décret publié le 12 septembre indiquait que Poutine avait ordonné au ministère des Affaires étrangères de tenir des pourparlers avec l'Ossétie du Sud et de signer un traité une fois parvenu à un accord. À Dvani, le village de la municipalité de Kareli, la frontière a été déplacée plus loin à l'intérieur des territoires sous contrôle géorgien de 400 mètres. Plusieurs familles ont eu quelques jours pour abandonner leurs maisons à Dvani. La nouvelle frontière a traversé plusieurs villages géorgiens et a effectivement séparé les gens de leurs terres agricoles, de leurs maisons ancestrales et de leurs cimetières. Après Ditsi et Dvani, Adzvi est devenu le troisième village géorgien divisé en deux parties. Fin octobre 2013, environ 40 km de clôtures ou de barbelés avaient été érigés, soutenus par des pylônes intermittents équipés de caméras de surveillance de haute technologie. La Russie avait construit 19 bases de gardes-frontières.
En septembre 2013, des analystes soulignent que la poursuite de la « frontiérisation » placerait 1 600 mètres de l'oléoduc Bakou-Soupsa au-delà de la ligne d'occupation. Le vice-ministre géorgien de l'Énergie et des Ressources naturelles, Ilia Elochvili (en), a déclaré que les Russes cherchaient à déplacer la ligne d'un kilomètre de plus dans le territoire sous contrôle géorgien afin que cette partie de l’oléoduc soit sous leur autorité. Selon lui, il n'y aurait théoriquement aucun problème pour l'exploitation de l’oléoduc souterrain, mais les superviseurs de BP ne seraient pas en mesure de surveiller cette partie de l’oléoduc.
Les autorités russes sont restées discrètes sur ces développements, soulignant seulement que l'Ossétie du Sud réaffirmait ses « véritables frontières territoriales conformes aux cartes de l'ère soviétique », alors qu'elle était une région autonome au sein de la République socialiste soviétique de Géorgie. Le ministère russe des Affaires étrangères a également rejeté le rapport selon lequel la frontière était déplacée davantage vers la Géorgie proprement dite et a mis en garde contre de « graves conséquences » si Tbilissi poursuivait ce qu'il a qualifié de « spéculation politique ». Sergueï Lavrov a déclaré que les clôtures à travers l'Ossétie du Sud ne seraient plus nécessaires après que « les têtes brûlées se seraient calmées ». Les Géorgiens soupçonnaient que la construction de clôtures par le personnel militaire russe était liée au fait que leur pays avait fait des pas vers une coopération plus étroite avec l'Union européenne en lançant un accord d'association avec l'UE. Il a également été suggéré que la Russie tentait d'entraîner la Géorgie dans un nouveau conflit. La frontière a également été surnommée un « mur de Berlin rural » pour tous les villages qu'elle avait divisés en deux.
En janvier 2014, il a été annoncé qu'une partie du territoire abkhaze serait incluse dans une partie de la grande « zone de sécurité » mise en place avant les Jeux olympiques d'hiver de Sotchi, en Russie. Entre le 20 janvier et le 21 mars, toute personne entrant dans la zone devait présenter ses papiers à la police. Un point de contrôle fixe a été établi dans le village de Bagripshi dans le district de Gagra, en bordure de la zone de 11 km qui était occupée par des agents du service de sécurité abkhaze, du ministère de l'Intérieur et du service des migrations. Le gouvernement géorgien s'est dit « profondément préoccupé » au sujet de cette « expansion illégale ». Le 19 mars 2014, la zone de sécurité a été levée.
Pendant la période entourant la tenue des Jeux olympiques de Sotchi, le processus de « frontiérisation » le long de la séparation sud-ossète d’avec la Géorgie a été suspendu, mais après la fin des Jeux, il a repris malgré les protestations du gouvernement géorgien. L'installation d'une clôture de sécurité le long de la limite administrative entre la Géorgie et l'Ossétie du Sud de 400 km2 a eu un impact considérable sur la vie des populations locales. Le représentant de l'EUMM a déclaré : « Le simple fait de marcher jusqu'à la clôture signifie que vous avez déjà traversé et que vous serez arrêté ». Selon la porte-parole de l'EUMM, Ann Vassen, les cas de détention étaient d'environ cinq à six par semaine au début de 2014. Le gouvernement géorgien a estimé que la longueur totale des installations de fil de fer barbelé le long de la démarcation d'avec l’Ossétie du Sud était d'environ 50 km en avril 2014.
Le 15 avril 2014, trois journalistes géorgiens ont été arrêtés près de la frontière administrative de l'Ossétie du Sud. L'équipe de télévision travaillait sur un reportage sur la « frontiérisation » et un déplacement de la frontière plus profondément dans les zones contrôlées par la Géorgie. Le ministère russe des Affaires étrangères a affirmé que les journalistes avaient « intentionnellement et ostensiblement » franchi la frontière et qu'il s'agissait « d'une action planifiée dans le but de compliquer l'atmosphère » de la rencontre prévue entre les diplomates russes et géorgiens (Grigory Karasin et Zurab Abashidze) à Prague le 16 avril. Le ministère a déclaré dans un communiqué officiel : « Tout cela, ainsi que les dernières histoires à dormir debout sur les « violations de l'espace aérien géorgien par des avions russes », est la preuve que les forces qui tentent de normaliser les relations avec la Russie, et les forces qui partagent les vues du régime de Mikheil Saakachvili soutenant l'escalade des hostilités, continuent de s’affronter au sein de la communauté géorgienne. » Les journalistes détenus ont été libérés plus tard le 16 avril. L'un d'eux, le journaliste Bela Zakaidze, a rappelé les heures passées en isolement pré-détention à Tskhinvali et a parlé de la pression psychologique. Grigory Karasin a déclaré : « Les journalistes ont été détenus pour des raisons compréhensibles. Aujourd'hui, ils ont été expulsés vers le territoire géorgien en vertu d'un jugement du tribunal d'Ossétie du Sud ».
À la mi-avril 2014, deux portions de l’oléoduc Bakou-Soupsa s’avèrent passer par les territoires sous contrôle russe près des villages d'Orchosani et de Karapili. Fin juillet 2014, les forces russes construisaient toujours une « barrière de sécurité » à travers l'Ossétie du Sud.
Des panneaux frontaliers verts revendiquant la « frontière de l'État » ont commencé à apparaître pour la première fois en 2015 le long de la frontière administrative imaginaire et depuis lors, ont été déplacés à plusieurs reprises plus loin dans le territoire géorgien.
En juillet 2017, il a été signalé que la Russie avait de nouveau déplacé ses clôtures et ses panneaux frontaliers de plusieurs centaines de mètres plus profondément dans le territoire géorgien.

### Position géorgienne

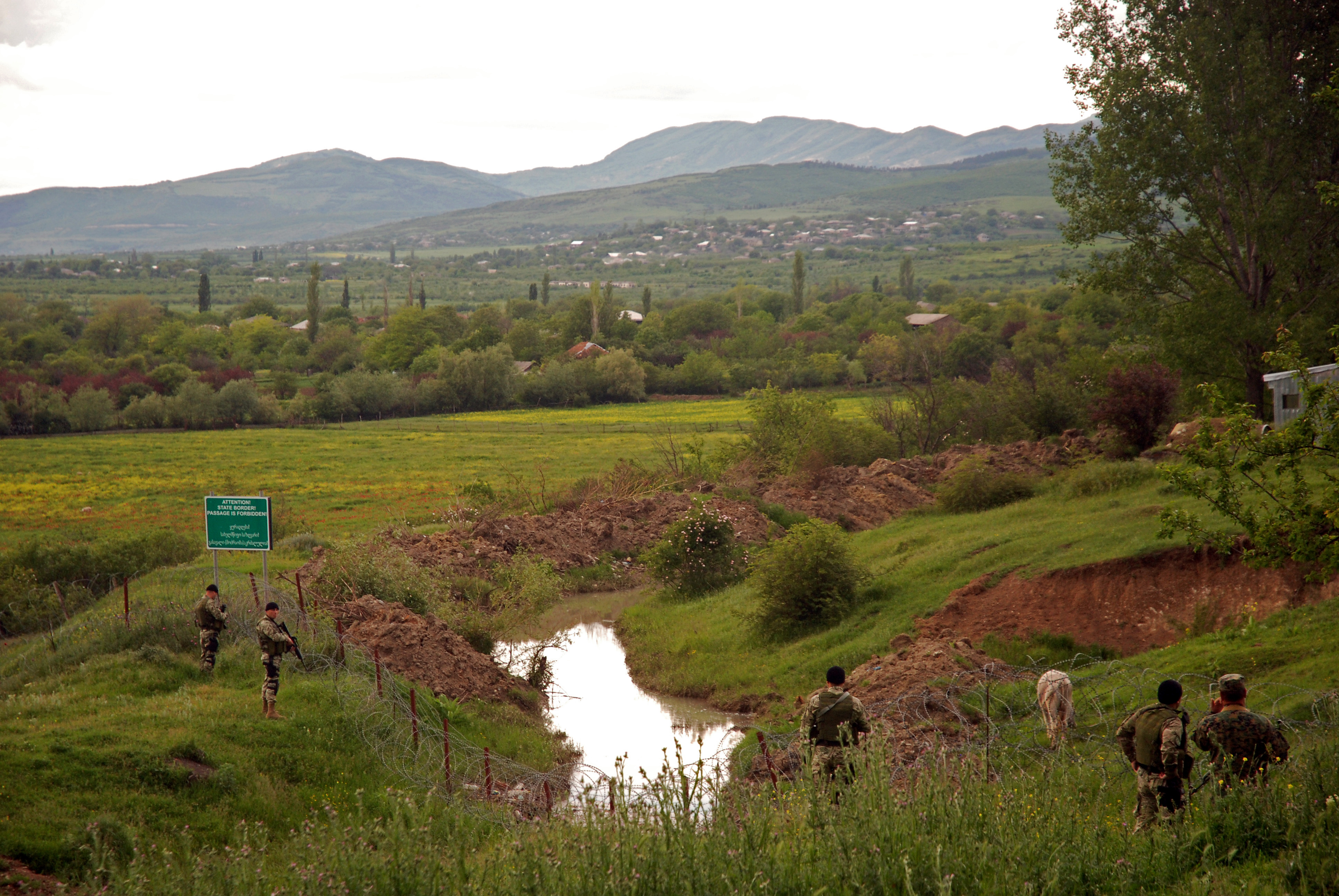
La police géorgienne devant les clôtures de barbelés installées par les forces russes et sud-ossètes à Khourvaleti en 2016.

« Ce qui se passe est très désagréable et, franchement, incompréhensible aussi. Je pensais qu'une relation différente se développerait entre le nouveau gouvernement géorgien et la Russie », a déclaré le Premier ministre géorgien Bidzina Ivanichvili dans une interview accordée à un journal géorgien en mai 2013.
Le 17 septembre 2013, le ministère géorgien des Affaires étrangères a publié une déclaration sur les activités illégales des troupes russes le long de la ligne d'occupation de la région de Tskhinvali et a exprimé sa préoccupation. La déclaration indiquait également : « La situation critique dans les régions occupées de la Géorgie et les zones adjacentes souligne une fois de plus la nécessité de mettre en place des mécanismes internationaux de surveillance de la sécurité et des droits de l'homme ».
Le 21 septembre 2013, Alex Petriachvili, ministre d'État géorgien chargé de l'intégration euro-atlantique, a déclaré que les récentes « provocations » n'avaient pas favorisé la normalisation des relations entre la Géorgie et la Russie. « Nous pensons que le gouvernement géorgien répond aux provocations qui ont eu lieu ces derniers jours et mois avec maturité et cohérence et nous ne cédons pas aux provocations. Ces provocations ne favorisent pas la normalisation des relations entre la Géorgie et la Russie ».
Le président géorgien Mikheil Saakachvili a soulevé la question lors de son allocution devant l'Assemblée générale des Nations unies le 25 septembre 2013. « L'annexion des terres géorgiennes par les troupes russes se poursuit », a-t-il déclaré. « Malgré les déclarations amicales faites par le nouveau gouvernement géorgien ces dernières semaines et ces derniers mois, l'armée russe continue de faire avancer ses positions, divisant les communautés avec de nouveaux barbelés et menaçant notre économie ».
Le 25 septembre 2013, Ivanichvili a déclaré que la reprise de la « frontiérisation » le long de la ligne de démarcation entre l'Ossétie du Sud et la Géorgie était liée à l'inquiétude du Kremlin concernant les prochains Jeux olympiques d'hiver de Sotchi en 2014. Il a également déclaré : « Beaucoup de choses seront probablement clarifiées après les Jeux olympiques. À ce stade, tous ces barbelés, je pense, ne sont même pas dans l'intérêt de [la Russie], mais les Jeux olympiques sont d'une importance majeure pour la Russie ».
En octobre 2013, plusieurs rassemblements ont eu lieu en Géorgie pour protester contre l'occupation russe. Le 13 octobre, des organisations non gouvernementales et des étudiants se sont rendus au village de Ditsi pour protester contre la « frontiérisation ». Ils ont symboliquement allumé des torches et lâché des ballons. Vers 15 h, un autre rassemblement a commencé dans les villes géorgiennes de Tbilissi, Rustavi, Telavi, Gori, Batumi, Kutaisi et Zugdidi. Vers 19 h, un concert a commencé sur la place de la Révolution des Roses à Tbilissi sous le slogan « Non à l'occupation ! Non aux Jeux olympiques de Sotchi ! »
Le président Guiorgui Margvelachvili a déclaré, 26 février 2014, ce processus « complètement insensé » de « frontiérisation » visant à « entretenir le conflit ». Il a dit : « Ces clôtures de barbelés n'ont aucun but militaire stratégique. C'est une action directement contre le peuple — contre ces gens qui veulent se voir et se rencontrer au-delà des clôtures de barbelés ».
Le 3 mars 2014, plusieurs centaines de Géorgiens ont organisé un rassemblement dans le village d'Atotsi, près de la frontière sud-ossète, pour protester contre la reprise de l'installation de barbelés par des soldats russes. Les manifestants portaient des drapeaux ukrainiens parce qu'ils voyaient la similitude entre la situation en Géorgie et la crise en Ukraine. Les manifestants ont également interprété l'hymne géorgien. L'agence de presse ossète/russe OSInform a rapporté qu'un rassemblement avait été organisé par des « éléments fascistes géorgiens », que le nombre des « éléments destructeurs » était d'environ 500 et qu'ils étaient « accompagnés par la Polizei géorgienne ». Le reportage a conclu que « le fascisme géorgien n'est pas terminé et relève la tête avec les partisans ukrainiens de Bandera ».

## Position internationale
L'Abkhazie et l'Ossétie du Sud se reconnaissent mutuellement en tant qu'États indépendants, et tous deux sont également reconnus par deux autres États non membres de l'ONU soutenus par la Russie : le Haut-Karabagh et la Transnistrie. Seuls cinq États membres des Nations unies reconnaissent l'Abkhazie et l'Ossétie du Sud : Nauru, le Nicaragua, la Russie, la Syrie et le Venezuela.

### Ukraine
Le 19 septembre 2008, Hryhoriy Omelchenko, député à la Verkhovna Rada et membre du Bloc Ioulia Tymochenko, a déclaré que la Russie avait attaqué la Géorgie sans déclaration de guerre et occupé les territoires géorgiens. Il a déclaré que : « Par conséquent, selon les normes juridiques internationales, la fédération de Russie est un agresseur, un envahisseur et un occupant ». Il a appelé au respect de l'inviolabilité des frontières existantes et de l'intégrité territoriale.

### Lettonie
Le 3 mars 2009, le président letton Valdis Zatlers a rencontré Guiorgui Baramidze, vice-premier ministre et ministre de l'intégration européenne et euro-atlantique de la Géorgie. Le président a exprimé son soutien aux réformes intérieures et à la politique étrangère de la Géorgie. Il a également demandé à Baramidze ce que la Russie faisait dans les parties de la Géorgie qu'elle avait occupées.
En juin 2011, la commission des Affaires étrangères de la Saeima a adopté une déclaration soutenant l'intégrité territoriale de la Géorgie et condamnant l'occupation russe de l'Ossétie du Sud et de l'Abkhazie. Le Comité s'est dit déçu que la fédération de Russie continue d'ignorer l'accord en six points signé le 12 août 2008 et a appelé la fédération de Russie à honorer ses engagements.

### République tchèque
En octobre 2009, le Sénat du Parlement de la République tchèque a adopté une résolution sur la situation en Géorgie. Le Sénat a déclaré qu'il était nécessaire que les organisations internationales aient la possibilité de travailler dans les territoires occupés. Il a appelé la Russie à respecter l'accord de cessez-le-feu conclu le 12 août 2008 et à permettre le retour digne des réfugiés en Abkhazie et en Ossétie du Sud. Le Sénat a condamné la reconnaissance de l'Abkhazie et de l'Ossétie du Sud.
En avril 2013, le ministre des Affaires étrangères Karel Schwarzenberg a déclaré après avoir rencontré son homologue géorgien Maïa Pandjikidze que la Russie ne respectait qu'un État « plus grand » et que la République tchèque ne pouvait donc pas servir de médiateur entre la Russie et la Géorgie. Quant à l'avenir de la Géorgie en ce qui concerne les territoires occupés, le ministre tchèque des Affaires étrangères a déclaré que la Géorgie devrait maintenir des contacts avec eux. « C'est difficile quand vos territoires sont occupés, mais il faut parfois attendre des années, voire des décennies avant que la fenêtre des possibles ne s'ouvre pour vous. Je ne sais pas quand ce moment viendra, mais il viendra forcément », a-t-il dit.

### Japon
D'après la déclaration conjointe d'octobre 2014 entre le Japon et la Géorgie sur la « Solidarité pour la paix et la démocratie » : « Les deux parties sont d'avis que le règlement pacifique du conflit dans les régions occupées par la Géorgie de l'Abkhazie et de la région de Tskhinvali/Ossétie du Sud, conformément aux principes de la souveraineté et l'intégrité territoriale de la Géorgie à l'intérieur de ses frontières internationalement reconnues sont essentielles pour la paix et la stabilité du pays et de toute la région du Caucase du Sud ». La position du Japon sur les « régions occupées par la Géorgie de la région de Tskhinvali/l'Ossétie du Sud et l'Abkhazie » a été réaffirmée dans la déclaration du 1er mars 2017 de l'ambassade du Japon en Géorgie.

### Lituanie
En novembre 2009, Audronius Ažubalis, parlementaire lituanien, a déclaré qu'en 1999, la Russie s'était engagée à retirer totalement ses forces armées de Moldavie et de Géorgie lors du sommet d'Istanbul. « Malheureusement, ces engagements essentiels n'ont pas été pleinement mis en œuvre, même dix ans plus tard : les soi-disant « gardiens de la paix » russes sont toujours dispersés dans la région moldave de Transnistrie, la Russie a occupé une partie du territoire géorgien : régions d'Abkhazie et d'Ossétie du Sud. L'infrastructure militaire russe est activement développée dans ces régions géorgiennes ».
Le premier pays européen à reconnaître officiellement l'Abkhazie et l'Ossétie du Sud en tant que territoires géorgiens sous occupation militaire russe est devenu la Roumanie. Le Seimas lituanien a adopté une résolution condamnant l'occupation russe des territoires géorgiens le 1er juin 2010. La résolution déclarait que l'utilisation par la Russie des régimes fantoches locaux pour contrôler les régions constituait une violation du droit international. Viktor Zoubkov, premier vice-Premier ministre de la Russie, a déclaré que la résolution « déformait tous les faits des événements d'août 2008 ».
À l'occasion du cinquième anniversaire de la guerre russo-géorgienne, en 2013, une manifestation a eu lieu à Vilnius pour soutenir l'intégrité territoriale de la Géorgie. Le vice-président du Parlement géorgien, Guiorgui Baramidze, a assisté au rassemblement. Il s'est adressé aux manifestants, terminant son discours en lituanien : « Vive la Lituanie libre, vive la Géorgie libre ! »
En mars 2014, l'ambassadeur de Lituanie aux États-Unis, Žygimantas Pavilionis, a déclaré dans une interview pour l'émission de télévision LRT Savaitė, qu'après la guerre russo-géorgienne, tout le monde à Bruxelles « a ri de la position de la Lituanie ». Il a dit que «... à cette époque, le monde occidental a oublié et pardonné à la Russie ce qu'elle a fait en Géorgie - occupé une grande partie de son territoire et le garde toujours ». En juillet 2014, Žygimantas Pavilionis a déclaré que lorsque la Russie a occupé les territoires géorgiens, « ... les diplomates lituaniens étaient les seuls en Europe et, j'ose le dire, en Lituanie qui ont constamment essayé de défendre une Géorgie libre jusqu'au bout ».
En juillet 2014, le ministre des Affaires étrangères Linas Antanas Linkevičius a déclaré que la Lituanie devait maintenir un dialogue avec le gouvernement biélorusse, notant que les dirigeants occidentaux avaient rencontré le président russe Vladimir Poutine, malgré la crise en Ukraine. Il a admis qu'il y avait de « mauvaises choses » en Biélorussie, mais a noté que Minsk n'avait pas reconnu l'occupation par la Russie des territoires ukrainiens et géorgiens. « La Biélorussie, néanmoins, n'a pas reconnu l'occupation de la Crimée, l'occupation de l'Ossétie du Sud et de l'Abkhazie. Et c'est une certaine position. C'est notre voisin et notre partenaire économique », a déclaré Linkevičius.

### États-Unis
En juin 2010, la Maison-Blanche a publié son rapport sur les relations américano-russes, dans lequel elle a appelé la Russie à mettre fin à son occupation des territoires géorgiens d'Abkhazie et d'Ossétie du Sud.
La secrétaire d'État Hillary Clinton a déclaré que la Russie occupait des parties de la Géorgie et construisait des bases militaires permanentes en violation de la trêve lors d'une visite à Tbilissi en 2010. Selon les agences de presse russes, celui qui est alors le Premier ministre russe, Vladimir Poutine, a commenté cette déclaration, disant qu'« Ils [les Géorgiens] ne doivent pas chercher de solutions à l'extérieur » et « Il est nécessaire de mener un dialogue sans faire appel à des tiers ». Poutine a également souligné que la Russie n'était pas un occupant, n’ayant fait que «libérer » l'Abkhazie et l'Ossétie du Sud.
En août 2010, le département d'État américain a déclaré qu'il n'était pas surpris par les informations selon lesquelles la Russie aurait déployé des systèmes de défense aérienne S-300 sur le territoire de l'Abkhazie. « Je crois que nous comprenons que la Russie a eu des missiles S-300 en Abkhazie au cours des deux dernières années », a déclaré le secrétaire adjoint du département, Philip J. Crowley. « Il y a des systèmes en Abkhazie depuis deux ans. Nous ne pouvons pas confirmer s'ils [la Russie] ont ajouté à ces systèmes ou non... ce n'est pas nécessairement un nouveau développement en soi. Ce système est en place depuis un certain temps. temps », a-t-il poursuivi.
En décembre 2010, le Sénat américain a discuté d'un projet de résolution sur l'intégrité territoriale de la Géorgie. Il a été préparé par Jeanne Shaheen. Le projet exprimait son soutien à l'intégrité territoriale de la Géorgie et à la reconnaissance de l'Abkhazie et de l'Ossétie du Sud en tant que « régions occupées par la fédération de Russie ». Le ministère russe des Affaires étrangères a critiqué le projet, déclarant «... avec regret, que le projet de résolution — ainsi que les positions de nombreux membres du Congrès — ignore la nouvelle réalité, qui a émergé après que le régime de Saakachvili a déclenché son agression en août 2008 ».
En mars 2011, le secrétaire d'État adjoint américain aux affaires européennes et eurasiennes, Philip Gordon, a déclaré que l'utilisation du terme « occupé » par Washington en référence à l'Abkhazie et à l'Ossétie du Sud n'était pas censée être une « provocation » mais une description de la situation sur le terrain.
En juillet 2011, le Sénat américain a approuvé à l'unanimité une résolution présentée par les sénateurs américains Jeanne Shaheen (D-NH) et Lindsey Graham (R-SC) affirmant le soutien des États-Unis à la souveraineté, à l'indépendance et à l'intégrité territoriale du pays de Géorgie et appelant la Russie retirer ses forces d'occupation d'Abkhazie et d'Ossétie du Sud. La résolution stipule que « trouver une solution pacifique au conflit est une priorité essentielle pour les États-Unis dans la région du Caucase et qu'une stabilité régionale durable ne peut être obtenue que par des moyens pacifiques et un dialogue diplomatique et politique à long terme entre toutes les parties ». Graham a déclaré que « l'invasion de la terre géorgienne par la Russie en 2008 était un acte d'agression non seulement contre la Géorgie, mais contre toutes les nouvelles démocraties ». En réponse, le ministère russe des Affaires étrangères a déclaré que la résolution n'était « rien de plus qu’un effet de manche à des fins de relations publiques » et a affirmé qu'il encourageait des « sentiments revanchards » de la part de la Géorgie.
En août 2013, l'ambassadeur des États-Unis en Géorgie, Richard Norland, a publié une déclaration dans laquelle il déclarait : « Il n'y a pas de place dans le monde moderne pour la construction d'un nouveau mur de Berlin ».
En septembre 2013, l'ambassade des États-Unis à Tbilissi s'est dite préoccupée par les activités de « frontiérisation » en Géorgie le long des frontières administratives des territoires occupés par la Russie d'Abkhazie et d'Ossétie du Sud. La déclaration demandait que les barrières « soient supprimées conformément aux engagements de la Russie dans le cadre de l'accord de cessez-le-feu d'août 2008 et à ses obligations en vertu du droit international humanitaire ».
En octobre 2013, la porte-parole du département d'État américain, Marie Harf, a dénoncé l'érection de clôtures et d'autres barrières physiques par les forces de sécurité russes le long des frontières administratives des territoires occupés de Géorgie.
Fin février 2014, lorsque les tensions entre l'Ukraine et la Russie se sont intensifiées, le secrétaire d'État américain John Kerry a dénoncé la présence militaire continue de la Russie en Abkhazie et en Ossétie du Sud en violation du cessez-le-feu, déclarant : « Nous continuons de nous opposer à l'occupation, à la militarisation et à la délimitation par la Russie de territoire géorgien, et nous appelons la Russie à remplir ses obligations au titre de l'accord de cessez-le-feu de 2008, y compris le retrait des forces et le libre accès de l'aide humanitaire ».
Le 7 juin 2014, la Maison Blanche a annoncé une aide de 5 millions de dollars à la Géorgie qui aiderait les personnes vivant près de la frontière avec la Russie et « augmenterait l'accès à des informations objectives par les populations des territoires occupés d'Abkhazie et d'Ossétie du Sud ».
En septembre 2014, le secrétaire américain à la Défense Chuck Hagel s'est rendu en Géorgie. S'exprimant lors d'une conférence de presse après avoir rencontré le ministre géorgien de la Défense, Hagel a salué le nouveau statut de la Géorgie en tant que partenaire renforcé de l'OTAN et la volonté de la Géorgie de devenir membre de l'OTAN. « Les actions de la Russie ici [en Géorgie] et en Ukraine posent un défi à long terme que les États-Unis et nos alliés prennent très au sérieux », a-t-il déclaré. Hagel a appelé la Russie à « retirer complètement ses forces des frontières de la Géorgie » et a salué « la retenue dont la Géorgie a fait preuve ».
En mai 2017, le président américain Donald Trump a signé la loi de 2017 sur les crédits consolidés, qui comprend une disposition selon laquelle aucun fonds approprié ne peut être utilisé pour soutenir « l'occupation russe des territoires géorgiens d'Abkhazie et de la région de Tskhinvali/Ossétie du Sud » ou pour aider le gouvernements d'autres pays qui ont reconnu l'indépendance des deux territoires. La loi d'août 2017 intitulée Countering America's Adversaries Through Sanctions Act, entre autres, faisait référence à « l'occupation illégale de l'Ossétie du Sud et de l'Abkhazie en Géorgie » par la Russie et à son mépris des « conditions de l'accord de cessez-le-feu d'août 2008 ».

### Roumanie
Le 28 juin 2010, le Sénat roumain a adopté une résolution sur la situation en Géorgie, réaffirmant son soutien à l'intégrité territoriale de la Géorgie et reconnaissant les régions d'Abkhazie et d'Ossétie du Sud comme parties intégrantes de la Géorgie. Le Sénat a condamné la reconnaissance des régions séparatistes de la Géorgie par un certain nombre de pays et a souligné la nécessité de respecter l'accord de cessez-le-feu en six points du 12 août 2008. Le Sénat roumain a soutenu la stratégie du gouvernement géorgien à l'égard des territoires occupés. Il a condamné la poursuite de la politique de modification de la composition ethnique dans les deux régions et a insisté pour assurer le retour sans entrave des réfugiés.
En mars 2014, le président roumain Traian Băsescu, lors de la présentation du rapport annuel du ministère de la Défense, a déclaré : « Nous ne pouvons plus considérer les incidents de 2008, lorsque la fédération de Russie a occupé l'Abkhazie et l'Ossétie du Sud, comme des événements isolés. L'Ukraine était la suivante, donc tous les politiciens et tous les stratèges militaires sont obligés de se demander qui suivra. Serait-ce la Transnistrie, pourrait-il être la République de Moldavie ? Ce sont des questions que tout le monde peut se poser. L'imprévisibilité de la fédération de Russie nous incite à examiner différents scénarios et options de réponse ».
Le président Băsescu a déclaré à la chaîne de télévision Realitatea le 13 avril 2014 : « Les forces russes contrôlent la mer Noire presque dans son intégralité, en contrôlant tous ces conflits gelés ». Il a également déclaré qu'« En Transnistrie, ils occupent le territoire moldave, en Crimée, ils occupent le territoire ukrainien, en Géorgie, ils occupent le territoire géorgien, l'Ossétie du Sud et l'Abkhazie... »

### France
Le ministre français des Affaires étrangères, Bernard Kouchner, a déclaré lors d'une visite à Tbilissi en juillet 2010 que « l'Abkhazie et l'Ossétie du Sud font partie intégrante de la Géorgie et que la Russie devrait retirer ses troupes de ces territoires ». Il a également déclaré que « le terme "occupation" ne peut résoudre les problèmes entre la Géorgie et la Russie » tout en répondant aux questions des journalistes.
En août de la même année, lorsqu'il a été annoncé que des systèmes S-300 étaient stationnés en Abkhazie pour protéger l'espace aérien de l'Abkhazie et de l'Ossétie du Sud, le ministère français des Affaires étrangères a déclaré que leur déploiement compromettait la stabilité dans la région. « Nous sommes préoccupés par l'annonce [de la Russie] concernant le déploiement de systèmes de défense aérienne en Abkhazie et en Ossétie du Sud. Cela [le déploiement] nuit à la stabilité dans la région », a déclaré une porte-parole lors d'une conférence de presse à Paris.
En octobre 2011, le président Nicolas Sarkozy s'est rendu en Géorgie. Il s'est adressé à quelque 30 000 personnes rassemblées sur la place de la Liberté à Tbilissi. Sarkozy a accusé la Russie de violer le cessez-le-feu qu'il a négocié. « La France ne se résignera pas au « fait accompli » », a-t-il dit, sous les yeux du président géorgien. « Je voudrais réitérer ici mon engagement à veiller à l'application de l'accord ».
En mai 2014, le président François Hollande a effectué un voyage de trois jours dans les pays du Caucase du Sud et s'est terminé par une visite en Géorgie le 13 mai. S'exprimant lors d'une conférence de presse conjointe avec son homologue géorgien Guiorgui Margvelachvili, il a déclaré que les territoires géorgiens restent occupés et que l'accord de cessez-le-feu n'est pas pleinement respecté. « La France a tout fait pour que l'accord soit conclu et que le conflit cesse. Cependant, nous constatons aujourd'hui que l'occupation existe toujours et que la Géorgie doit encore retrouver son intégrité territoriale », a déclaré Hollande en parlant de la guerre Géorgie-Russie de 2008.

### Estonie

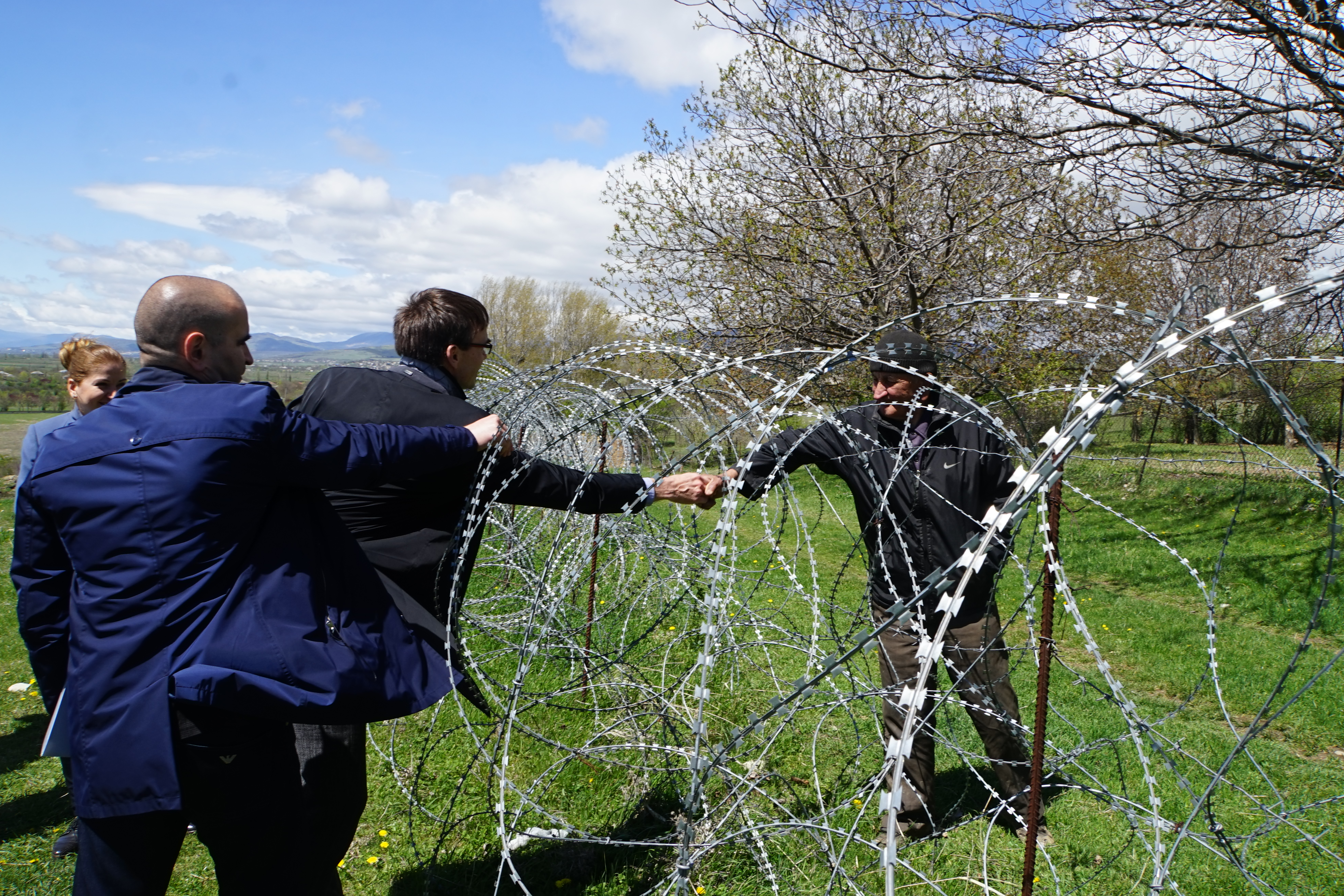
Le ministre estonien des Affaires étrangères, Sven Mikser, saluant un Géorgien laissé derrière une clôture en fil de fer barbelé installée par l'armée russe dans le village de Khurvaleti en avril 2017.

Le 8 août 2010, le groupe parlementaire Estonie-Géorgie du Riigikogu a publié une déclaration à l'occasion du deuxième anniversaire de l'agression russe contre la Géorgie. Le groupe parlementaire Estonie-Géorgie s'est dit préoccupé par le fait qu'une partie du territoire géorgien était sous occupation, que les personnes déplacées d'Abkhazie et d'Ossétie du Sud ne pouvaient pas retourner dans leur lieu de résidence permanente et que les représentants des organisations internationales et des missions humanitaires étaient empêchés d’accéder aux régions occupées. L'Estonie a réaffirmé son respect de la souveraineté et de l'intégrité territoriale de la Géorgie.
En septembre 2012, le Wall Street Journal a publié un article du ministre estonien de la Défense Urmas Reinsalu, intitulé « Georgian Democracy and Russian Meddling ». Reinsalu a déclaré : « À Tallinn — et, espérons-le, à Bruxelles, Paris et Washington également —, nous essayons de comprendre ce que la Russie espère gagner en occupant le territoire géorgien. Le Kremlin pense-t-il qu'un pays est exclu de l'adhésion à l'OTAN simplement parce qu'un cinquième de son territoire est occupé ? ».
En octobre 2013, le président Toomas Hendrik Ilves, à l’occasion de l'ouverture du festival international du vin en Moldavie auquel il assistait, a qualifié les activités russes le long de la ligne d'occupation en Géorgie de violation « flagrante » du droit international.
Fin août 2014, le ministre estonien des Affaires étrangères, Urmas Paet, a déclaré que les soi-disant élections présidentielles en Abkhazie occupée, le 24 août étaient illégales. « Reconnaître ces élections reviendrait à légitimer une occupation militaire. C'est inacceptable », a-t-il déclaré.

### Suède
En avril 2011, le ministre des Affaires étrangères Carl Bildt a déclaré dans une interview : « L'occupation russe de l'Abkhazie et de l'Ossétie du Sud va durer encore un certain temps. Il est donc important que nous, du côté européen, conservions notre position ou notre principe d'intégrité. de Géorgie. Mais nous ne devons pas nous faire d'illusions sur le fait que nous pouvons changer les choses très rapidement ».

### Espagne
Lors de sa visite en Géorgie en mai 2012, Josep Antoni Duran i Lleida, président de la commission des Affaires étrangères du Congrès des députés espagnol, a appelé les citoyens géorgiens à ne pas laisser les exercices militaires russes, nommés « Kavkaz 2012 », influencer la tenue des élections législatives d'octobre 2012. Au nom de l'Espagne, il a exprimé son soutien à l'intégrité territoriale de la Géorgie et a condamné l'occupation russe.

### Suriname
Une délégation officielle du Suriname s'est rendue dans le village de Dvani pour constater la « frontiérisation » en octobre 2013. Jennifer Simons, présidente de l'Assemblée nationale du Suriname, a déclaré qu'elle disposait déjà d'informations concernant la situation en Géorgie, mais ce qu'elle a vu de ses propres yeux yeux « est au-delà de toute attente ».

### Pologne
En mai 2014, le Premier ministre Donald Tusk a déclaré que l'idée du Partenariat oriental était de rapprocher certains pays de l'Union européenne. « La tâche principale a été accomplie, mais le contexte a radicalement changé », a-t-il déclaré. Le Premier ministre a déclaré que l'Ukraine avait déjà signé l'accord politique avec l'UE et que les accords d'association seraient bientôt signés avec la Moldavie et la Géorgie. « Par conséquent, l'étape la plus difficile est derrière nous », a-t-il déclaré. « Dans le même temps, l'Europe doit répondre à la question que faire de ce nouveau et dramatique défi », a déclaré le Premier ministre. « À savoir le fait que les trois pays associés à l'UE seront des pays dont le territoire est, en fait, partiellement occupé. L'Ukraine a perdu la Crimée, la Géorgie a un problème avec l'Abkhazie et l'Ossétie, et la Moldavie avec la Transnistrie. Cela pourrait en effet créer un élément de crise permanent dans les relations UE-Russie », a-t-il déclaré.

### Canada
Dans sa déclaration de juin 2018 condamnant la reconnaissance par la Syrie de l'Abkhazie et de l'Ossétie du Sud, Affaires mondiales Canada a décrit les deux entités comme « des régions occupées par la Russie en Abkhazie et en Ossétie du Sud en Géorgie », ajoutant que « l'occupation de ces régions par la Russie est une violation manifeste du droit international qui porte atteinte à la souveraineté et à l'intégrité territoriale de la Géorgie ».

### Organisations

#### Union européenne
En février 2009, la présidence tchèque de l'UE a annoncé que l'Union européenne était « ... gravement préoccupée par les projets annoncés par la fédération de Russie de renforcer sa présence militaire dans les régions géorgiennes d'Abkhazie et d'Ossétie du Sud sans le consentement de la Gouvernement géorgien ».
Le 23 juin 2009, Ivan Počuch a ouvert la Conférence annuelle d'examen de la sécurité à Vienne par une déclaration au nom de l'Union européenne. Il a déclaré: « L'UE réitère son ferme soutien à la souveraineté et à l'intégrité territoriale de la Géorgie à l'intérieur de ses frontières internationalement reconnues. [...] L'UE reste profondément préoccupée par la signature des accords entre la Russie et les régions séparatistes géorgiennes d'Abkhazie et l'Ossétie du Sud sur la protection conjointe des prétendues frontières et par le déploiement ultérieur de gardes-frontières russes. [...] L'UE reste également préoccupée par la décision annoncée par la fédération de Russie de renforcer sa présence militaire dans ces régions géorgiennes sans le consentement du Gouvernement géorgien. De telles initiatives sont en contradiction avec l'esprit des accords de cessez-le-feu et compromettent la stabilité et la sécurité dans la région en exacerbant encore les tensions ».
En mai 2013, Andrzej Tyszkiewicz, le chef de l'EUMM en Géorgie, a commenté l'installation de clôtures en Géorgie. Il a déclaré que « l'EUMM a observé une augmentation de la construction de clôtures et d'obstacles, ce qui a un impact négatif sur la population locale ». « La liberté de mouvement des communautés vivant dans les zones adjacentes aux lignes de démarcation administratives est une priorité essentielle pour l'EUMM », a poursuivi Tyszkiewicz. « L'installation de clôtures entrave les moyens de subsistance des gens et divise les familles et les communautés. C'est inacceptable ».
Le 1er octobre 2013, la porte-parole de Catherine Ashton, haute représentante de l'Union européenne pour les affaires étrangères et la politique de sécurité, a publié une déclaration indiquant que la haute représentante appelait la fédération de Russie à supprimer les barrières installées le long des frontières administratives en Géorgie.
En octobre 2013, après avoir rencontré Mikheil Saakachvili à Bruxelles, José Manuel Barroso, président de la Commission européenne, a dénoncé la « frontiérisation ». « L'UE condamne fermement l'érection de clôtures et de barrières sur les frontières administratives internes de la Géorgie, en violation des accords de cessez-le-feu de 2008 », a déclaré Barroso. « Cela a un impact directement négatif sur les populations locales ».
En novembre 2013, la Commission européenne a mentionné le terme « territoires occupés » dans le rapport pour décrire l'Abkhazie et l'Ossétie du Sud.
Le 30 avril 2014, l'UE a publié une déclaration sur le neuvième rapport consolidé du Secrétaire général du Conseil de l'Europe sur le conflit en Géorgie. L'UE a soutenu l'indépendance, la souveraineté et l'intégrité territoriale de la Géorgie et s'est déclarée préoccupée par la présence militaire et sécuritaire russe et le renforcement des infrastructures en Abkhazie et en Ossétie du Sud. L'UE a estimé « ... qu'un engagement clair de la Russie sur le non-recours à la force est nécessaire ». Il a également appelé à « ... la pleine mise en œuvre de l'accord de cessez-le-feu du 12 août 2008 et des mesures d'application du 8 septembre de l'accord en six points, y compris l'octroi à la mission de surveillance de l'UE d'un accès aux régions sécessionnistes ». L'UE a appelé à garantir la liberté de mouvement à travers la ligne de démarcation. La libération de trois journalistes emprisonnés le 15 avril a été saluée. L'UE était préoccupée par le fait que le Conseil de l'Europe n'était pas autorisé à entrer en Abkhazie et en Ossétie du Sud au cours de la préparation du rapport.

##### Parlement européen
Le 20 mai 2010, le Parlement européen a adopté une résolution sur la nécessité d'une stratégie de l'UE pour le Caucase du Sud, dans laquelle il soulignait « ... l'importance de protéger la sécurité et les droits de toutes les personnes vivant dans les régions sécessionnistes, de promouvoir le respect des droits de retour des Géorgiens dans des conditions sûres et dignes, d'arrêter le processus de « passeportisation » forcée, de parvenir à une réduction des frontières fermées de facto, d'obtenir des possibilités pour l'UE et d'autres acteurs internationaux d'aider les personnes dans les deux régions ». Il a également demandé à la Russie d'honorer son obligation de retirer ses troupes sur les positions qu'elle occupait avant août 2008, et a noté «... avec préoccupation l'accord du 17 février 2010 entre la fédération de Russie et les autorités de facto d'Abkhazie pour établir une base militaire en Abkhazie sans le consentement du Gouvernement géorgien et note qu'un tel accord est en contradiction avec les accords de cessez-le-feu du 12 août et du 8 septembre 2008 ».

#### OSCE
L'Assemblée parlementaire de l'OSCE a tenu sa session annuelle à Monaco le 9 juillet 2012. Il a adopté une résolution soutenant la Géorgie et faisant référence à l'Abkhazie et à l'Ossétie du Sud comme territoires occupés. La résolution exhortait le Gouvernement et le Parlement de la fédération de Russie, ainsi que les autorités de facto d'Abkhazie et d'Ossétie du Sud, à autoriser l'accès de la Mission d'observation de l'Union européenne aux territoires occupés. Il a également déclaré que l'Assemblée parlementaire de l'OSCE était « préoccupée par la situation humanitaire des personnes déplacées tant en Géorgie que dans les territoires occupés d'Abkhazie, de Géorgie, et d'Ossétie du Sud, Géorgie, ainsi que par le déni du droit au retour dans leur lieux de vie ». Le ministère russe des Affaires étrangères a réagi durement, déclarant que « la majorité des députés de l'Assemblée (Assemblée parlementaire de l'OSCE) ne souhaite une fois de plus pas accepter objectivement les réalités de la situation actuelle dans le Caucase ».
Le 26 octobre 2013, Ignacio Sánchez Amor, Représentant spécial de l'Assemblée parlementaire de l'OSCE sur la coopération frontalière, a visité les villages de Ditsi et Didi Khurvaleti dans la municipalité de Gori. Il a exprimé son regret concernant la mise en place d'obstacles physiques le long des séparations administratives. « J'appelle les autorités concernées à arrêter immédiatement ce processus et à retirer les barbelés qui empêchent les habitants de la région de mener une vie quotidienne normale et contreviennent au principe de l'intégrité territoriale de la Géorgie », a-t-il déclaré. « Il est triste de voir des gens ordinaires exposés à de telles difficultés ». Ignacio Sánchez Amor s'est de nouveau rendu à la frontière administrative le 14 mai 2014 et a condamné l'effet négatif persistant d'une « fausse » frontière sur la population locale.
Les parlementaires des États de l'OSCE se sont réunis en session annuelle à Bakou du 28 juin au 2 juillet 2014. Parmi de nombreuses décisions, l'Assemblée parlementaire de l'OSCE a également appelé la fédération de Russie à respecter les engagements pris dans le cadre de l'accord de cessez-le-feu du 12 août 2008 pour désoccuper le territoire géorgien et de respecter les principes du droit international.

#### Conseil de l'Europe
En 2013, l'Assemblée parlementaire du Conseil de l'Europe a adopté une résolution exprimant sa préoccupation face aux conséquences humanitaires de la guerre de 2008. L'Assemblée a également appelé à accorder « ... un accès complet et sans entrave à la Mission européenne d'observation en Géorgie (EUMM) aux anciennes zones de conflit qui sont désormais occupées ».
En septembre 2013, les co-rapporteurs de l'Assemblée parlementaire pour la Géorgie, Michael Aastrup Jensen et Boris Tsilevitch, ont exprimé leur inquiétude face à la reprise de la construction de clôtures et d'autres obstacles physiques par les gardes-frontières russes le long des frontières administratives. Ils étaient également préoccupés par le fait qu'à plusieurs endroits, ces obstacles étaient construits profondément dans les territoires sous contrôle géorgien, de sorte que les frontières de facto étaient déplacées.
En janvier 2014, le Groupe PPE/DC à l'Assemblée parlementaire a exprimé sa préoccupation face à la campagne de « frontiérisation » et a condamné la confiscation de terres supplémentaires et l'expulsion de dizaines de civils de leurs maisons.
Début avril 2014, le Conseil de l'Europe a adopté une résolution condamnant l'agression russe contre l'Ukraine et l'annexion de la Crimée. L'assemblée du Conseil a retiré le droit de vote de la délégation russe de 18 membres jusqu'à la fin de 2014. La résolution a été adoptée par 145 voix contre 21, avec 22 abstentions. La résolution critiquait également la Russie pour sa présence militaire en Abkhazie et en Ossétie du Sud, affirmant que la fédération de Russie n'avait pas mis en œuvre les résolutions 1633 (2008), 1647 (2009) et 1683 (2009) du Conseil de l'Europe sur les conséquences de la guerre russo-géorgienne et de la guerre russe. les troupes occupent toujours les provinces géorgiennes d'Abkhazie et d'Ossétie du Sud. L'Assemblée a également critiqué le refus de la fédération de Russie d'autoriser les observateurs de l'UE et d'inverser le nettoyage ethnique.
Lors de sa 1198e réunion tenue les 29 et 30 avril 2014, les Délégués du Comité des ministres du Conseil de l'Europe ont examiné le neuvième rapport de synthèse sur le conflit en Géorgie, qui a été préparé par le Secrétaire Général, Thorbjørn Jagland. Les Etats membres du Conseil de l'Europe ont évalué positivement le rapport consolidé et soutenu la pratique consistant à soumettre à l'avenir les rapports consolidés du Secrétaire Général. Seuls les représentants de la Russie ont mis en doute l'efficacité des rapports consolidés du Secrétaire général. Les Délégués ont soutenu l'intégrité territoriale de la Géorgie. Ils se sont déclarés préoccupés par l'installation de clôtures en fil de fer barbelé et d'autres obstacles artificiels par la Russie et ont souligné la nécessité de supprimer les obstacles.
Le 20 janvier 2011, le Parlement européen a adopté une nouvelle stratégie pour la mer Noire. Le document soulignait que « ... les violations des droits de l'homme sont quotidiennes en Ossétie du Sud et en Abkhazie occupées ». Il a également appelé le haut représentant de l'Union pour les affaires étrangères et la politique de sécurité « ... à intensifier ses efforts pour encourager la Russie à se conformer au plan Sarkozy en six points pour stabiliser et résoudre le conflit en Géorgie ».
Un document adopté par le Parlement européen en mars 2011 a condamné la présence militaire russe en Abkhazie et en Ossétie du Sud, la qualifiant de « présence non mandatée des troupes militaires russes dans les régions occupées de Géorgie ». Le document mentionne également le nettoyage ethnique des Géorgiens, le non-respect de l'accord de cessez-le-feu du 12 août 2008 et parle de la nécessité de déployer des forces internationales de maintien de la paix. Il a également condamné la décision de la Commission conjointe russo-abkhaze sur les droits de propriété qui a violé le droit des déplacés internes géorgiens de revendiquer leurs biens en Abkhazie.
En octobre 2011, dans un document officiel du Parlement européen, les régions géorgiennes d'Abkhazie et d'Ossétie du Sud (région de Tskhinvali) ont été qualifiées de territoires occupés. La reconnaissance par la Russie de ces régions et la présence militaire russe en Abkhazie et en Ossétie du Sud en violation des normes et principes fondamentaux du droit international ont été critiquées.
Le 17 novembre 2011, le Parlement européen a adopté la résolution reconnaissant l'Abkhazie et l'Ossétie du Sud comme territoires occupés. La résolution notait que la Russie continuait « ... d'occuper les régions géorgiennes d'Abkhazie et de la région de Tskhinvali/Ossétie du Sud, en violation des normes et principes fondamentaux du droit international ; considérant qu'un nettoyage ethnique et des changements démographiques forcés ont eu lieu dans les régions sous le contrôle effectif de la force d'occupation, qui porte la responsabilité des violations des droits de l'homme dans ces zones ». La résolution demande à la Russie de respecter l'accord de cessez-le-feu signé en 2008 et de garantir à l'EUMM un accès illimité et complet à l'Abkhazie et à l'Ossétie du Sud. La résolution a également appelé la Russie « ... à revenir sur sa reconnaissance de la séparation des régions géorgiennes d'Abkhazie et de la région de Tskhinvali/Ossétie du Sud, à mettre fin à l'occupation de ces territoires géorgiens et à respecter pleinement la souveraineté et l'intégrité territoriale de la Géorgie ainsi que l'inviolabilité de ses frontières internationalement reconnues, comme prévu par le droit international, la Charte des Nations unies, l'Acte final de la Conférence d'Helsinki sur la sécurité et la coopération en Europe et les résolutions pertinentes du Conseil de sécurité des Nations unies ».
En février 2014, le Parlement européen a adopté la résolution concernant le sommet UE-Russie. Les membres du PE ont condamné les actions russes dans les territoires occupés d'Abkhazie et d'Ossétie du Sud, en particulier « le processus de délimitation autour de l'Abkhazie et de la région de Tskhinvali/Ossétie du Sud, qui a conduit à l'expansion de la zone des territoires occupés, au détriment de Géorgie ».
Le 2 avril 2014, Hannes Swoboda, leader de l'Alliance progressiste des socialistes et démocrates, s'est rendu dans le village de Khurvaleti pour constater la situation sur le terrain. Il s'est entretenu personnellement avec Davit Vanishvili, habitant du village, qui avait été menacé par les forces russes. Swoboda a déclaré aux journalistes : « Je suis profondément préoccupé par les nouveaux faits de délimitation. Au lieu d'éviter les tensions et d'humaniser les relations, de nouveaux faits de délimitation sont observés ici, ce qui contredit l'accord avec la Russie ».
Le 17 avril 2014, le Parlement européen a adopté une résolution sur la pression russe sur les pays du partenariat oriental. La résolution, qui appelait les États membres de l'UE à envisager de renforcer les sanctions contre la Russie pour son soutien aux rebelles dans l'est de l'Ukraine, mentionnait également les régions occupées de la Géorgie, affirmant que la Russie « ... occupe toujours les régions géorgiennes d'Abkhazie et de Tskhinvali / l'Ossétie du Sud, en violation des normes et principes fondamentaux du droit international ». La résolution indiquait que sous le contrôle effectif de la puissance occupante, il y avait eu un nettoyage ethnique et des changements démographiques forcés en Abkhazie et en Ossétie du Sud, et que la Russie était responsable des violations des droits de l'homme. La résolution déclarait également que la Géorgie, la Moldavie et l'Ukraine « ... ont une perspective européenne et peuvent demander à devenir membres de l'Union à condition qu'elles adhèrent aux principes de la démocratie, respectent les libertés fondamentales et les droits de l'homme et des minorités et garantissent l'état de loi ».

#### OTAN
En novembre 2010, l'Assemblée parlementaire de l'OTAN a adopté une résolution contenant les termes « territoires occupés » et « nettoyage ethnique » faisant référence à la présence et aux actions militaires russes en Abkhazie et en Ossétie du Sud. Les parlementaires de l'OTAN ont exhorté la Russie à « inverser » les résultats du nettoyage ethnique et à permettre le retour « en toute sécurité et dans la dignité » de toutes les personnes déplacées dans leurs foyers. La résolution condamnait le durcissement par les troupes frontalières russes du FSB des procédures de franchissement de la frontière administrative, le renforcement de la présence militaire russe sur les territoires occupés ainsi que le blocage par la Russie de l'extension des missions de l'OSCE et de l'ONU en Géorgie. Il a exhorté la Russie à autoriser l'EUMM à accéder sans entrave à l'ensemble du territoire géorgien. L'Assemblée parlementaire de l'OTAN s'est également félicitée de la Stratégie d'État de la Géorgie sur les territoires occupés et du Plan d'action pour l'engagement.
Fin juin 2013, le secrétaire général de l'OTAN, Anders Fogh Rasmussen, lors de sa visite en Géorgie, a déclaré que la construction de la clôture par les troupes russes « entrave la liberté de mouvement » et pourrait « attiser davantage les tensions » dans la région.
En septembre 2013, James Appathurai, le représentant spécial du secrétaire général de l'OTAN pour le Caucase et l'Asie centrale, s'est dit préoccupé sur sa page Facebook par la construction de clôtures.
Le 2 octobre 2013, le Secrétaire général Anders Fogh Rasmussen s'est dit préoccupé par les activités de Moscou visant à installer des clôtures le long des frontières administratives de l'Abkhazie et de l'Ossétie du Sud. Il a appelé à la suppression des barrières, qui, selon lui, affectent « la vie des citoyens géorgiens qui vivent de part et d'autre des frontières administratives ». Il a également déclaré que l'érection des barrières « est en contradiction avec les engagements internationaux de la Russie et ne contribue pas à une résolution pacifique du conflit ».
Le 5 février 2014, l'OTAN a critiqué la Russie pour avoir étendu sa frontière plus profondément dans la région géorgienne de l'Abkhazie, une décision que Moscou avait décrite comme une étape temporaire pour étendre une zone de sécurité autour des Jeux olympiques d'hiver de Sotchi. « Nous avons pris note de la décision récente d'étendre temporairement la soi-disant zone frontalière de l'Abkhazie plus loin sur le territoire géorgien sans le consentement du gouvernement géorgien », a déclaré le secrétaire général de l'OTAN, Anders Fogh Rasmussen. « Nous sommes très préoccupés par cette décision », a-t-il déclaré lors d'une conférence de presse à Bruxelles.

#### Organisation des Nations unies
Le 21 mai 2014, la Haut-Commissaire des Nations unies aux droits de l'homme, Navi Pillay, a déclaré lors d'une conférence de presse à Tbilissi que l'Ossétie du Sud était « l'un des endroits les plus inaccessibles de la planète". Elle a noté que "depuis mai 2013, des clôtures en fil de fer barbelé, des tours de guet supplémentaires et d'autres équipements de surveillance ont été installés par des gardes russes le long d'un tronçon de plus de 50 kilomètres de la ligne de démarcation administrative de l'Ossétie du Sud ». Elle a dit avoir vu l'effet « dévastateur » de cette clôture sur les villageois locaux. Pillay a déclaré que l'Ossétie du Sud était devenue « un trou noir ». Elle a souligné le cas d'un homme de 80 ans, Davit Vanishvili, dont la maison est entourée de barbelés et l'a qualifié d'homme « très courageux ».

### Déclarations conjointes

#### Lituanie et Pologne
En novembre 2008, le président lituanien Valdas Adamkus et le président polonais Lech Kaczyński ont publié une déclaration commune sur le retrait des troupes russes de Géorgie. Ils ont reconnu « ... que l'accord de cessez-le-feu du 12 août n'a pas encore été pleinement mis en œuvre, en particulier en ce qui concerne les points concernant le retrait des troupes russes sur les positions pré-conflit et le libre accès à l'aide humanitaire, comme convenu entre l'Union européenne et les dirigeants russes ». Ils ont déclaré que « ... l'OSCE ainsi que les observateurs de l'UE devraient être autorisés dans les territoires géorgiens occupés d'Abkhazie et d'Ossétie du Sud ». Les présidents ont souligné que « ... le déploiement et l'augmentation continue des troupes russes en Géorgie, y compris en Abkhazie et dans la région de Tskhinvali/Ossétie du Sud, compromettent les efforts de consolidation de la paix en Géorgie parrainés par l'Union européenne et d'autres agences internationales ». Les présidents ont appelé la communauté internationale et les gouvernements de l'UE à exiger le retrait total et inconditionnel des troupes russes du territoire géorgien conformément à l'accord de cessez-le-feu du 12 août.

#### GUAM et Assemblée baltique
L'Assemblée parlementaire du GUAM, l'Assemblée balte et les représentants du parlement polonais ont participé à la 6e session de l'Assemblée parlementaire du GUAM qui s'est tenue les 2 et 3 décembre 2013 à Tbilissi. Ils ont adopté la déclaration conjointe, dans laquelle ils ont souligné l'importance de l'initiative du partenariat oriental. Ils « ... ont souligné avec regret que, récemment, les actes et les tentatives encourageant le séparatisme agressif et la légitimation de l'occupation sont devenus plus fréquents (visites illégales de responsables dans les régions en conflit et les territoires occupés ; visites de dirigeants séparatistes dans certaines capitales ; activités économiques et illégales d'autres activités dans les régions en conflit et les territoires occupés ; installation illégale de barrières artificielles/barbelés le long de la ligne d'occupation dans les régions de Tskhinvali et d'Abkhazie en Géorgie) et a appelé les parties respectives à mettre fin aux actions incompatibles avec le droit international et les obligations contractées ».

#### Union européenne et Géorgie
La commission de coopération parlementaire UE-Géorgie (CPC) a tenu sa seizième réunion sous la coprésidence de Tinatin Khidasheli et de Milan Cabrnoch à Tbilissi les 25 et 26 mars 2014. Elle a adopté la déclaration dans laquelle les aspirations européennes de la Géorgie ont été reconnues. Il a également appelé au retour sûr et digne de toutes les personnes déplacées dans les territoires occupés d'Abkhazie et de la région de Tskhinvali/Ossétie du Sud et a réaffirmé que le changement démographique forcé était inacceptable.

### Dans les médias
De nombreux journalistes et médias internationaux, tels que Le Figaro, Fox News, Radio Free Europe/Radio Liberty, Al Jazeera, Financial Times, The Washington Post, Forbes, The New York Times, Fortune, Der Spiegel, USA Today, Associated Press et Deutsche Welle a qualifié l'Abkhazie et l'Ossétie du Sud de territoires occupés par la Russie.
En août 2011, l'ex-député britannique Bruce George a publié un article dans lequel il qualifiait l'Abkhazie et l'Ossétie du Sud de territoires « sous l'occupation des troupes russes ».
Début février 2014, l'ancien diplomate américain Matthew Bryza affirmait dans le Wall Street Journal : « Il est difficile de voir comment les Jeux de Sotchi peuvent faire progresser l'esprit olympique de paix si les troupes russes continuent d'occuper un pays à portée d'une course de ski de fond à partir des sites olympiques ».
Le 1er mars 2014, EUobserver a déclaré qu'après la guerre, la Russie « a consolidé son occupation de l'Ossétie du Sud et d'une deuxième entité séparatiste, l'Abkhazie, dans ce qui est largement considéré comme un moyen de bloquer les aspirations de la Géorgie à l'UE et à l'OTAN ».
En mars 2014, Garry Kasparov, grand maître d'échecs russe et militant politique, écrivait :

« J'ai noté que l'invasion de la Géorgie par Poutine avait eu lieu lors des Olympiades de Pékin en 2008 et je me demandais ce qui le dissuaderait d'une action similaire en Ukraine puisque les troupes russes occupent toujours l'Ossétie du Sud et l'Abkhazie, des territoires géorgiens, sans nuire visiblement aux relations internationales de Poutine. En passant, la Russie n'a jamais été sanctionnée par les Européens ou les États-Unis au sujet de la Géorgie, et quelques mois seulement après la fin de la brève guerre, l'UE a repris les pourparlers avec la Russie sur un partenariat formel et un accord de coopération. »

Plusieurs analystes ont suggéré que l'occupation par la Russie du territoire géorgien internationalement reconnu sert de frein aux aspirations de la Géorgie à rejoindre l'OTAN.